# 空中空母

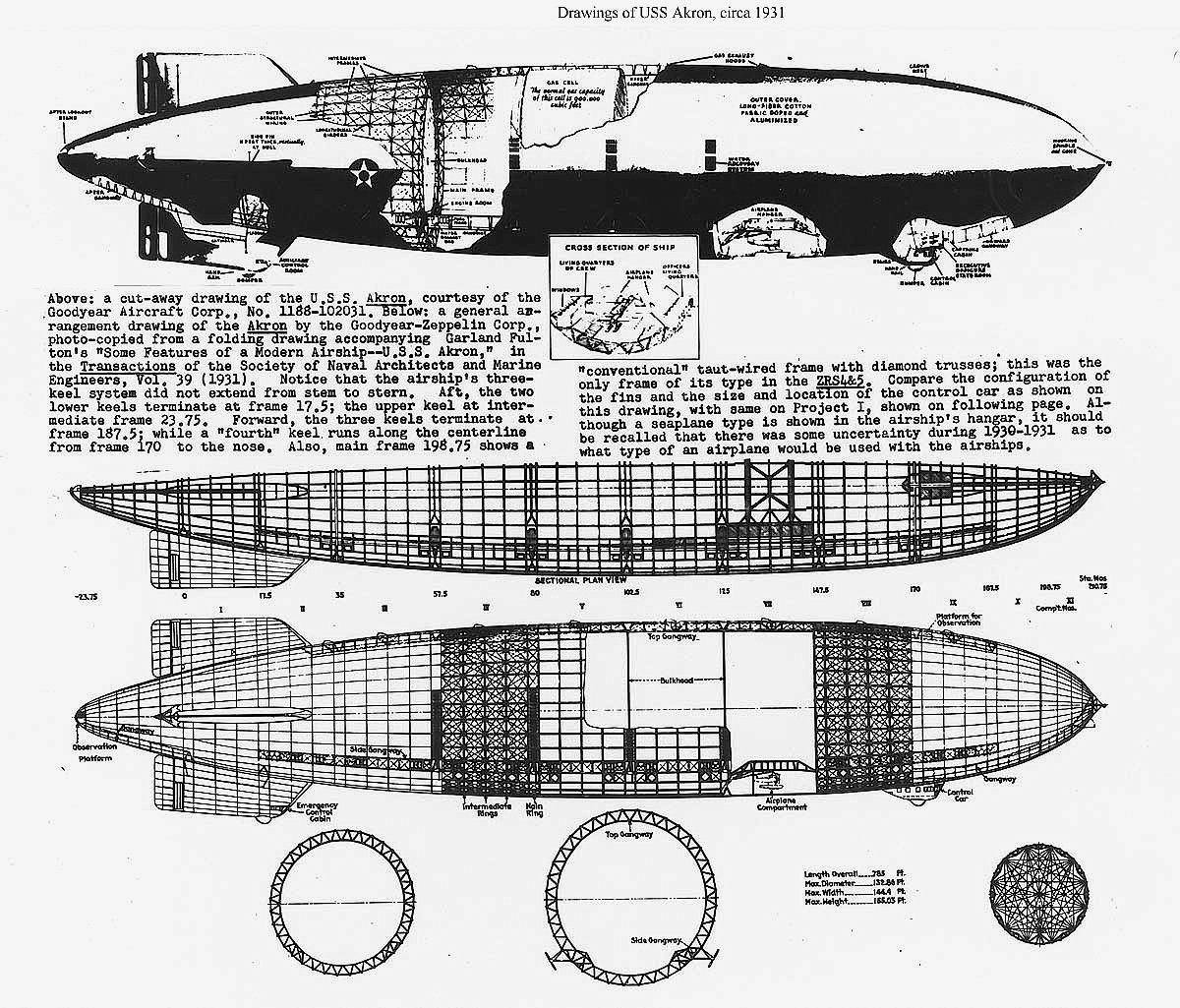
アクロン号の設計概念図

空中空母（くうちゅうくうぼ Airborne aircraft carrier）とは、航空機を空中で運用する母艦。

## 概要
航続距離の短い固定翼機を運用する目的で各国で開発が進められた歴史があり、アメリカ合衆国では1930年代に母艦としてアクロン号、メイコン号のような飛行船が母機として使用され、実際に運用された経緯がある。同じく1930年代のソビエト連邦ではズヴェノー・プロジェクトと呼ばれる親子飛行機計画があり、ツポレフ TB-1やツポレフ TB-3爆撃機を母機として1機から5機の小型機を搭載する実験が行われ、一部は実戦投入された。
第二次世界大戦後半には日本においては桜花、ドイツにおいてはミステルが運用された。ミステル計画では主に小型機が母機となり、大型機が発射されるという構成であった。またドイツにおいては"ダイムラー・ベンツ プロジェクト"と呼ばれる、超大型機に数機の小型機を搭載する計画もあった。
1950年代にはB-36を使用するFICON計画やロッキードCL-1201のような原子力飛行機でパラサイトファイターを運用する計画もあったが、中止された。いずれも空中給油の普及や大陸間弾道ミサイルの実用化などにより構想自体が陳腐化した。
2016年以降、アメリカの研究機関DARPAでは、爆撃機や輸送機などから小型無人機"Gremlins"を発進・収容する研究が行われている。

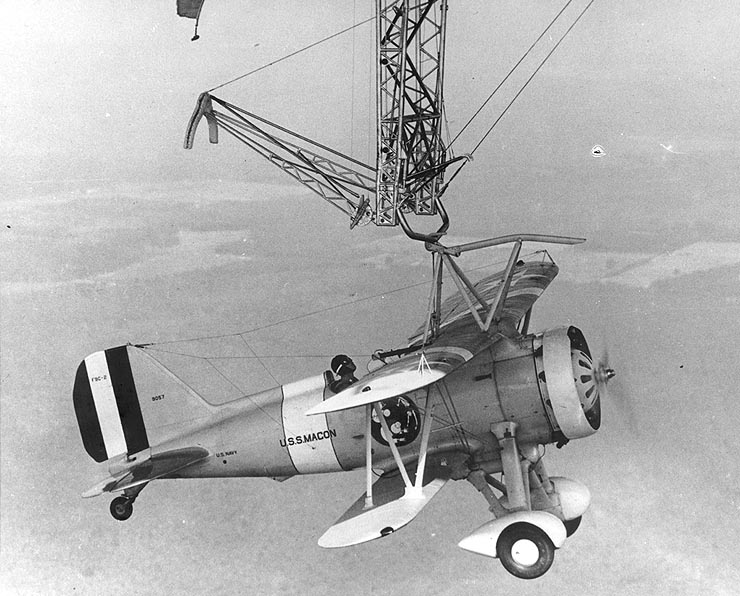
メイコン号から離発艦する搭載機F9Cスパローホーク複葉機
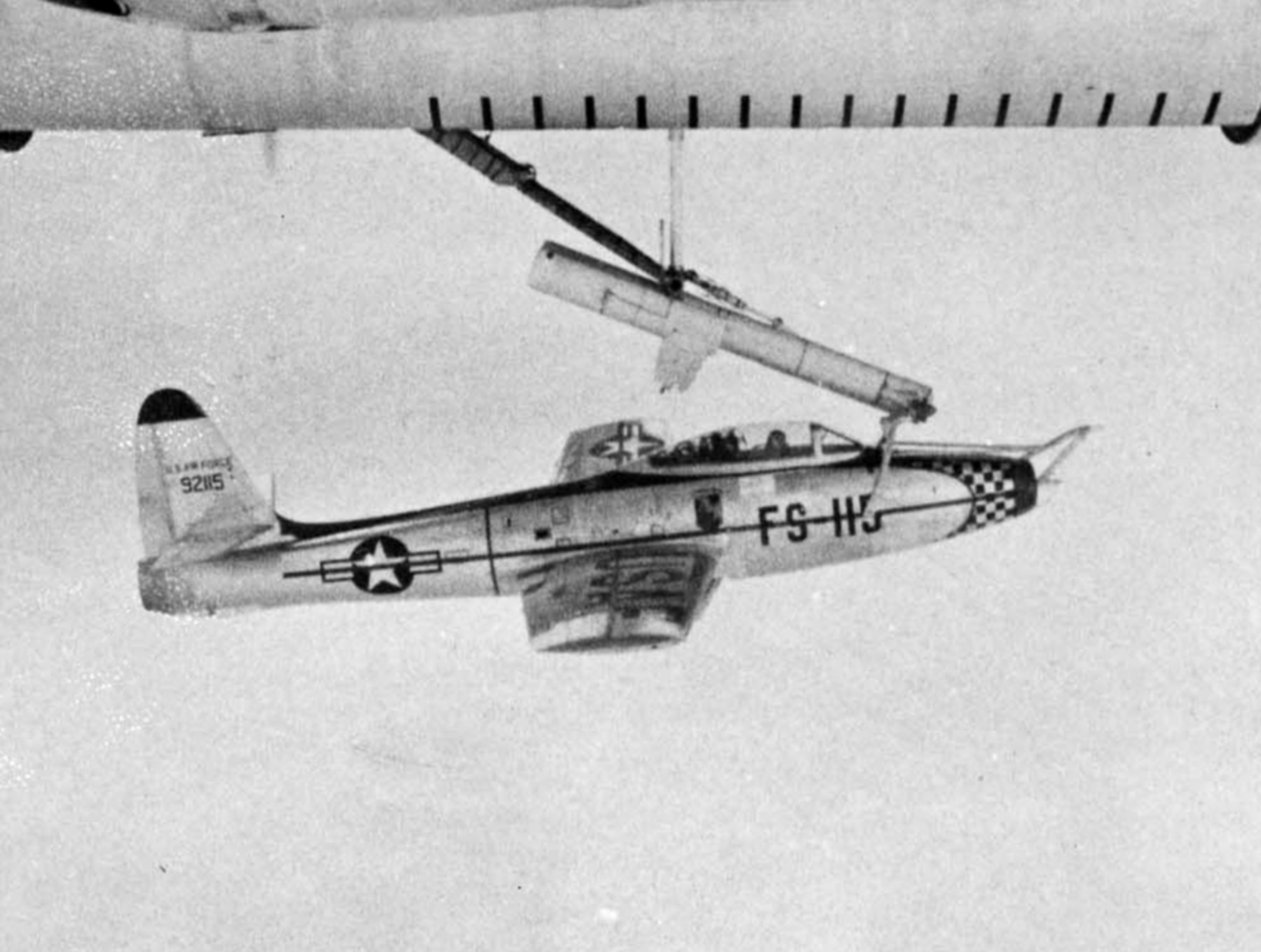
母機であるB-36に懸架されるF-84E （FICON計画）
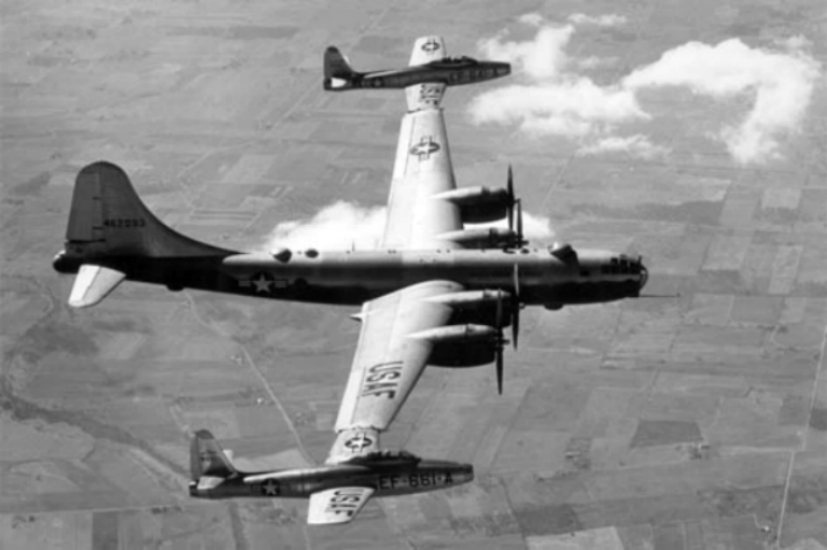
ティップ・トウ計画でETB-29Aの翌端に接続されたEF-84B

### 実例
- アクロン号、メイコン号
- 大型硬式飛行船
- ズヴェノー・プロジェクト
- 桜花
- ミステル
- FICON計画

## フィクション作品において
ファンタジー作品やサイエンス・フィクション作品など、多くの作品に登場する。空母が飛行する必要性や、飛行に利用する技術などの設定は作品によって様々である。そのため外観も実在の空母そのものの姿をしたもの、巨大な飛行機状の艦体の背面に飛行甲板を配したもの、飛行船の内部または外部に飛行甲板を配したものなど多岐にわたる。
艦載機の運用に関しても、発着艦ともに現実の空母と同様のもの、着艦は現実の空母と同様に行うが発艦は十分な高度から魚雷発射管のように投下するもの、発艦は現実の空母と同様で着艦に特殊な拘束装置を用いるものなど、作品により多彩な設定が見られる。

### 空中空母が登場する作品の例
- 天空の城ラピュタ（タイガーモス号。飛行戦艦ゴリアテにも設定上はロケット推進の飛行機が搭載されている）
- 戦闘妖精・雪風（バンシー級原子力空中空母）
- 荒野のコトブキ飛行隊（羽衣丸）
- エースコンバットシリーズ（P-1112 アイガイオン、アーセナルバードなど）
- ウルトラマンガイア（エリアル・ベース）
- キャプテン・スカーレット（クラウドベース）
- マーベル・シネマティック・ユニバース（ヘリキャリア）
- 飛空士シリーズ（飛空母艦）
- 甲鉄傳紀シリーズ（「通勤大戦争」に登場するツポレフ Tu-162戦闘飛行船はカモフ Ka-50偵察オーニソプターを搭載）

ほか多数

## ギャラリー

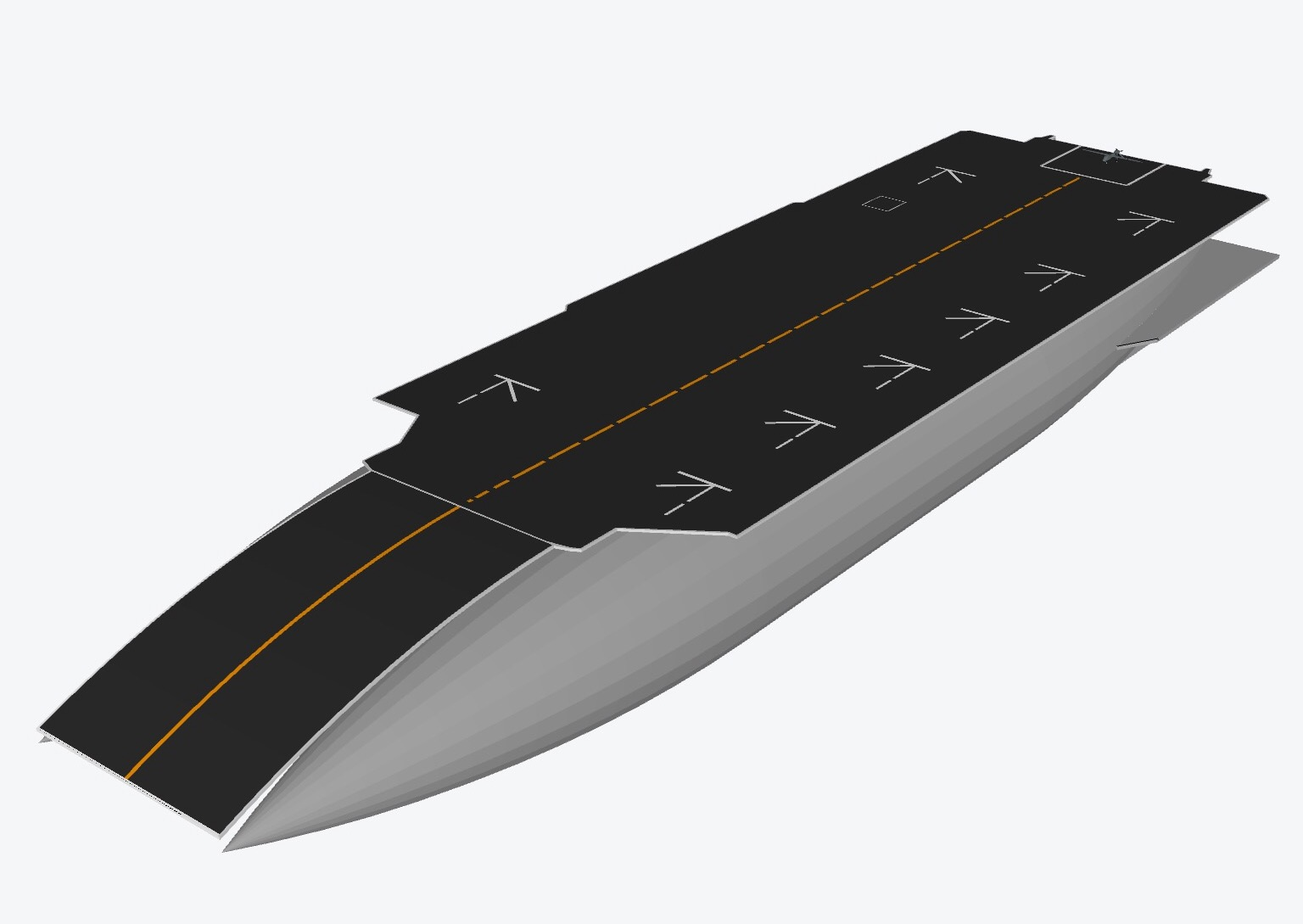
空中空母の想像図
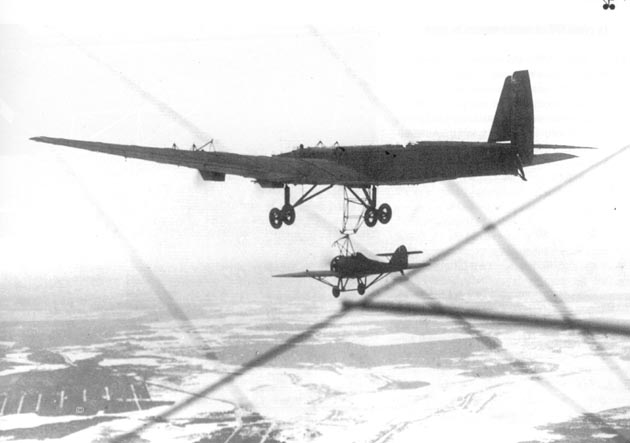
"ズヴェノ-5"(TB-3の機体下部にグリゴローヴィチ I-Z（英語版）)を搭載。
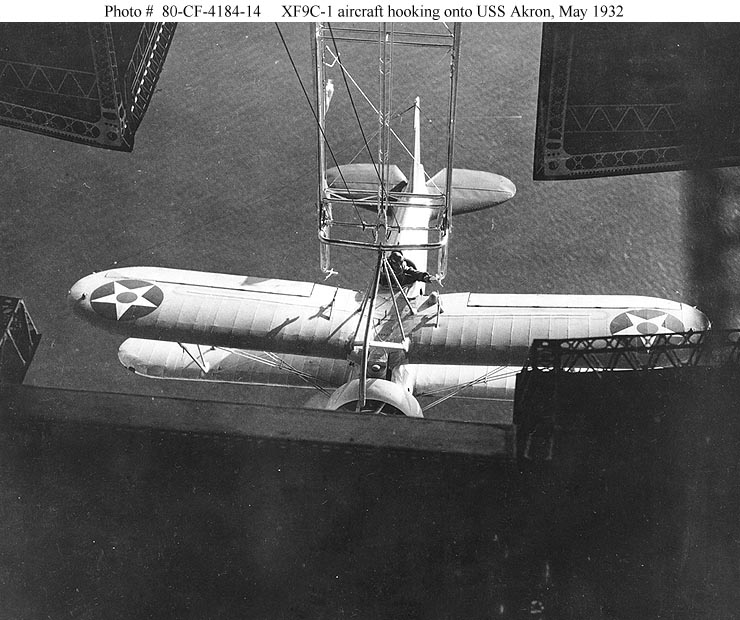
アクロンに着艦するF9C。
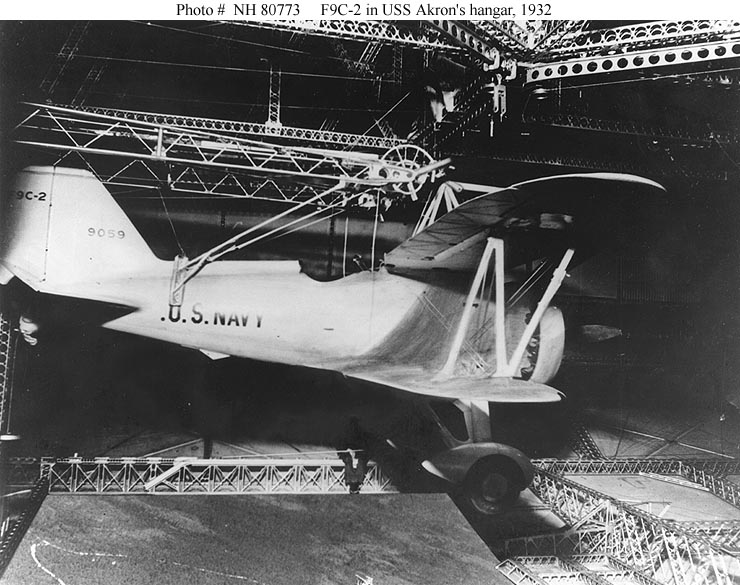
アクロン内部のハンガーに格納されるF9Cスパローホーク
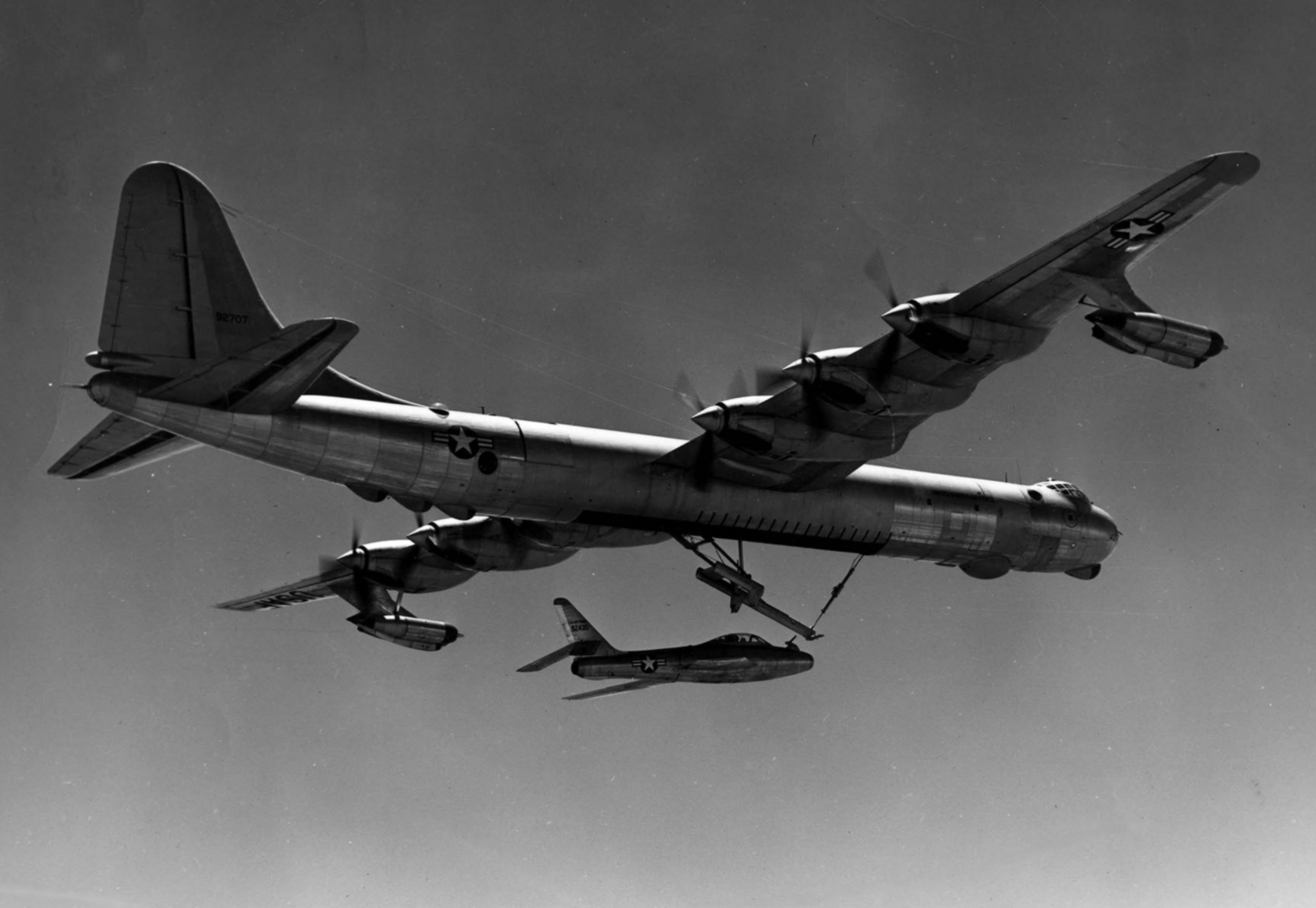
FICON計画でB-36から発進するF-84F